# クモ (TOKIOの曲)
『クモ』は、2017年8月30日にJ Stormから発売されたTOKIOの53作目のシングル。

## 概要
前作『愛! wanna be with you...』から約9か月ぶりのシングルである。表題曲の「クモ」は、TBS系テレビドラマ『わにとかげぎす』の主題歌で、長瀬智也が原作漫画『わにとかげぎす』を読んで書き下ろした楽曲となっている。通常盤のみに収録されているカップリング曲は、島茂子とザ・ソイラテズのデビュー曲である「女の坂道」となっており、2017年8月31日にはサンシャインシティ噴水広場にて、島茂子「女の坂道」発売記念リサイタルが行われた。
初回限定盤、通常盤の2形態で発売されており、初回限定盤には「クモ」と「女の坂道 / 島茂子とザ・ソイラテズ」のビデオクリップを収録したDVDが付属している。また、封入特典として、通常盤初回プレス分のみ『島茂子とザ・ソイラテズ着せ替えジャケット』が封入されていた。初回限定盤、通常盤のそれぞれに「TOKIO STREAMING WEB」専用パスワードが封入されており、専用パスワードをTOKIOオフィシャルサイトの視聴ページで入力すると、「クモ」と「女の坂道」のビデオクリップのメイキング映像が視聴できる。
音楽活動を事実上休止したのち、2025年6月25日にTOKIOが解散したため、本作がラストシングルとなった。

## 収録曲

### CD
1. クモ
作詞・作曲・編曲：長瀬智也
TBS系テッペン!水ドラ!!『わにとかげぎす』主題歌
2. story
作詞・作曲：国分太一、編曲：国分太一・HIKARI・KAM
当時、 国分太一に長女が誕生したこときっかけに制作された楽曲。
3. 女の坂道 - 島茂子とザ・ソイラテズ
作詞・作曲・編曲：島茂子とザ・ソイラテズ
通常盤のみに収録
4. クモ（Backing Track）

### DVD （初回限定盤のみ）
1. 「クモ」Video Clip
2. 「女の坂道」Video Clip - 島茂子とザ・ソイラテズ